# Craig G. Rogers
Craig G. Rogers (ur. 26 maja 1971) – amerykański urolog zatrudniony w Instytucie Urologicznym Vattikuti w Detroit, gdzie zajmuje stanowisko kierownika zakładu chirurgii nerek. Rogers zajmuje się badaniem i leczeniem raka nerki przy użyciu robota Da Vinci. Znany jest z wdrażania nowych technologii do zabiegów z użyciem robota. Jako pierwszy zastosował robotowa sondę ultrasonograficzną w robotowej operacji nerki, jako jeden z pierwszych zastosował technologię nanoknife w urologii oraz technikę robotowej operacji nerki z pojedynczego nacięcia. W 2009 roku zdawał relację na żywo z przebiegu wykonywanej operacji przy użyciu Twittera.

## Kariera naukowa
Rogers ukończył studia medyczne na Stanford University. Szkolenie specjalizacyjne odbywał w Johns Hopkins University w Baltimore. Po ukończeniu szkolenia z urologii onkologicznej w National Cancer Insititute w Bethesda został zatrudniony przez Mani Menona jako kierownik zakładu chirurgii nerki w Instytucie Vattikuti.
Jest autorem ponad 80 prac naukowych, licznych rozdziałów podręczników, prac wideo oraz prezentacji.